# North Isles

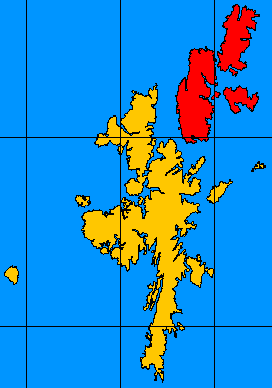
Localização das North Isles, no norte das Shetland

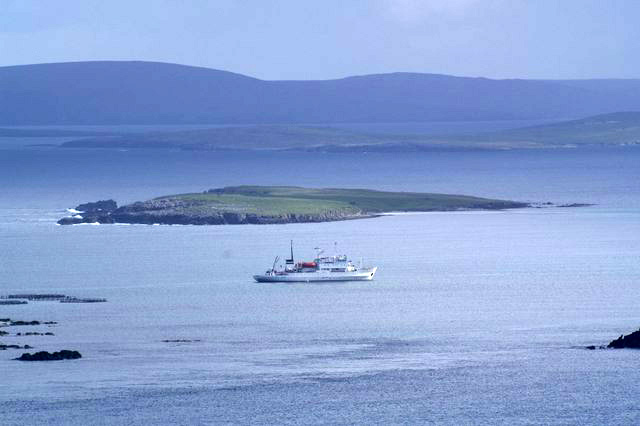
A ilha de Huney vista de Unst

As North Isles são as ilhas mais a norte das Ilhas Shetland, na Escócia.
As ilhas principais são Yell, Unst e Fetlar. O extremo norte do Reino Unido é o ilhéu de Out Stack, nas North Isles.
Geografia
A geografia das ilhas é majoritariamente composta de pastagens e falésias nas regiões costeiras.
Clima
O clima é oceânico, com verões frescos e invernos relativamente frios.
As temperaturas no inverno normalmente variam entre 2°C e 6°C. As médias no verão são de 10°C a 18°C.